# Dracaena mannii
Dracaena mannii là một loài thực vật có hoa trong họ Măng tây. Loài này được Baker mô tả khoa học đầu tiên năm 1874.

## Hình ảnh

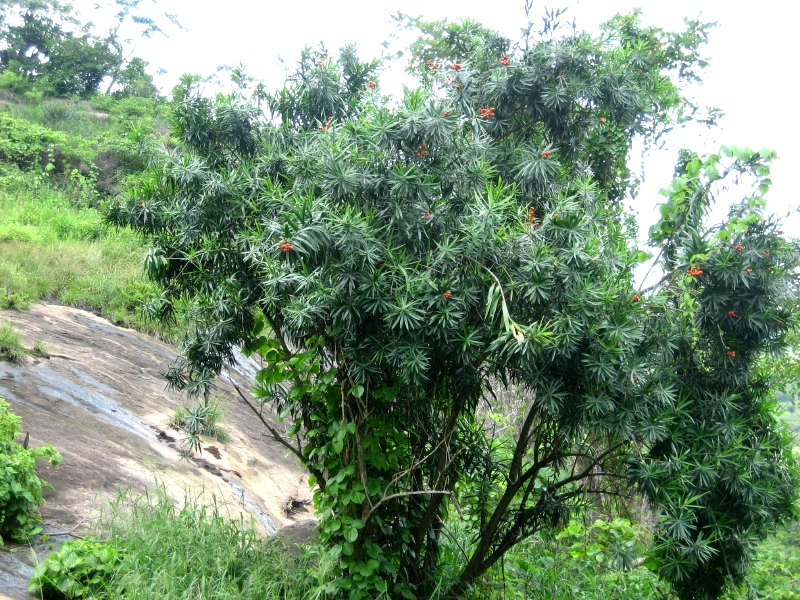